# 東スオミ州
東スオミ州（ひがしスオミしゅう、フィンランド語: Itä-Suomen lääni、スウェーデン語: Östra Finlands län）あるいは東フィンランド州は、かつて存在したフィンランドの州のひとつ。1997年9月1日、ミッケリ州、クオピオ州、北カルヤラ州が合併して発足した。2010年1月1日、他の州と同じく廃止された。オウル州、西スオミ州、南スオミ州に隣接していた。またロシアとも国境を接する。州都はミッケリ市。湖沼地帯であり、サイマー湖、ピエリネン湖、オリ湖など多数の湖沼を有する。

## 行政
東スオミ州政府は支庁をミッケリ、ヨエンスー、クオピオにおいている。

## 地域
東スオミ州は3つの地域に分かれる。:
- 北カルヤラ県 (Pohjois-Karjalan maakunta)
- 北サヴォ県 (Pohjois-Savon maakunta)
- 南サヴォ県 (Etelä-Savon maakunta)

## 紋章
東スオミの紋章はサヴォとカルヤラの紋章を合成したものである。